# Памятник Богдану Хмельницкому (Запорожье)
Памятник Богдану Хмельницкому — скульптура, находящаяся в Днепровском районе на одноимённой улице Богдана Хмельницкого. В 1950-х на улице Богдана Хмельницкого в Соцгороде у входа в парк Металлургов стоял памятник. В 1960-х годах Запорожский алюминиевый комбинат приобрёл базу отдыха на острове Хортица. После того, как археологи исследовали место первой битвы Богдана Хмельницкого, было решено увековечить это место.
Работники завода облагораживали территорию. В 1965 году Михайло Худас и Фёдор Зайцев установили сделали памятник Богдану Хмельницкому. Место памятника стало популярным туристическим местом Запорожья.  В 1990-х годах база алюминиевого завода и парк Металлургов пришли в упадок. Во время 400-летнего юбилея памятник Богдану Хмельницкому перенесли с Хортицы в парк Металлургов.